# 第46届洛杉矶影评人协会奖
第46届洛杉矶影评人协会奖（The 46th Los Angeles Film Critics Association Awards）於2020年12月20日由洛杉矶影评人协会颁发，用以表彰2020年電影。

## 獲獎者

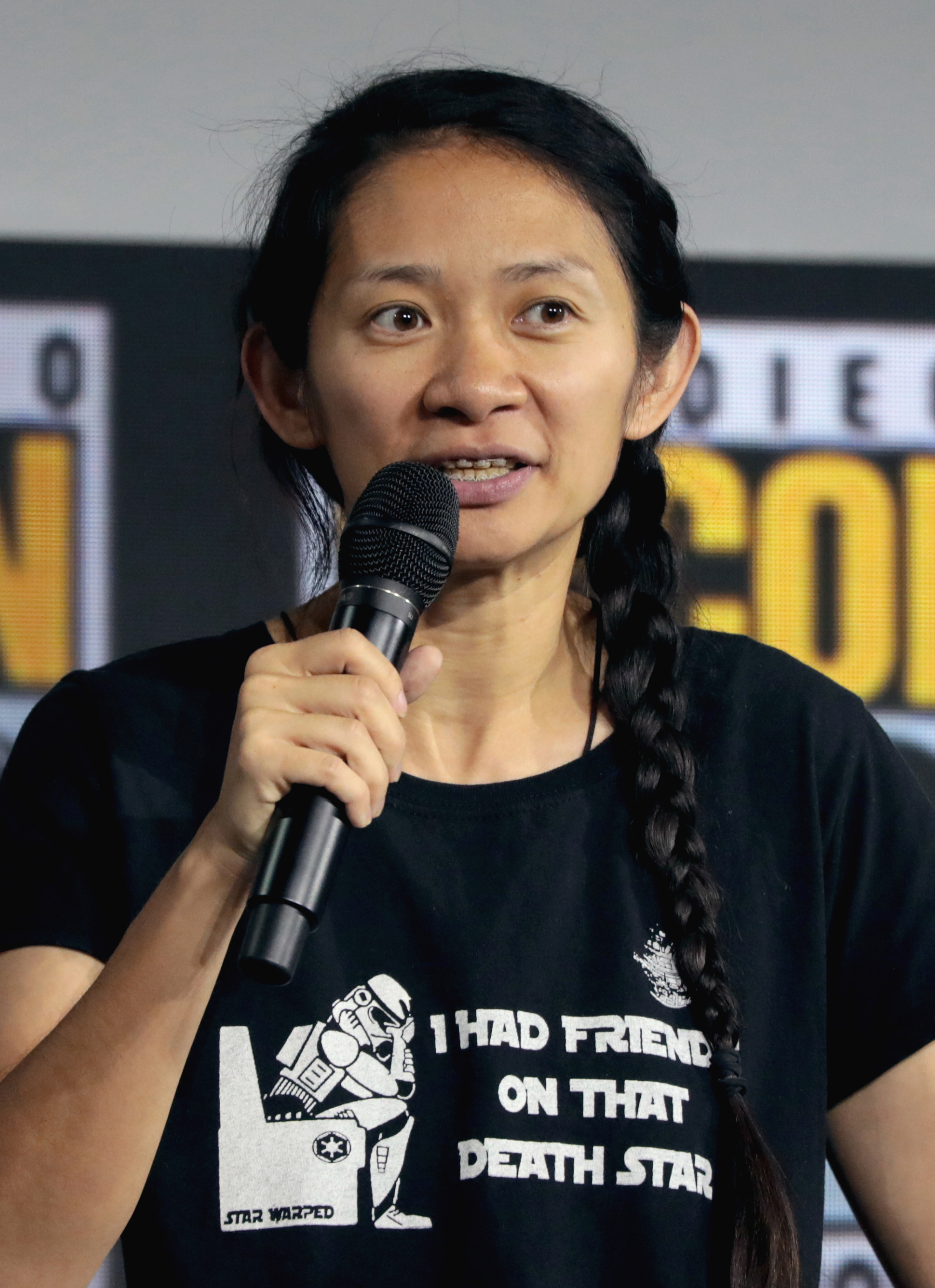
最佳導演：趙婷

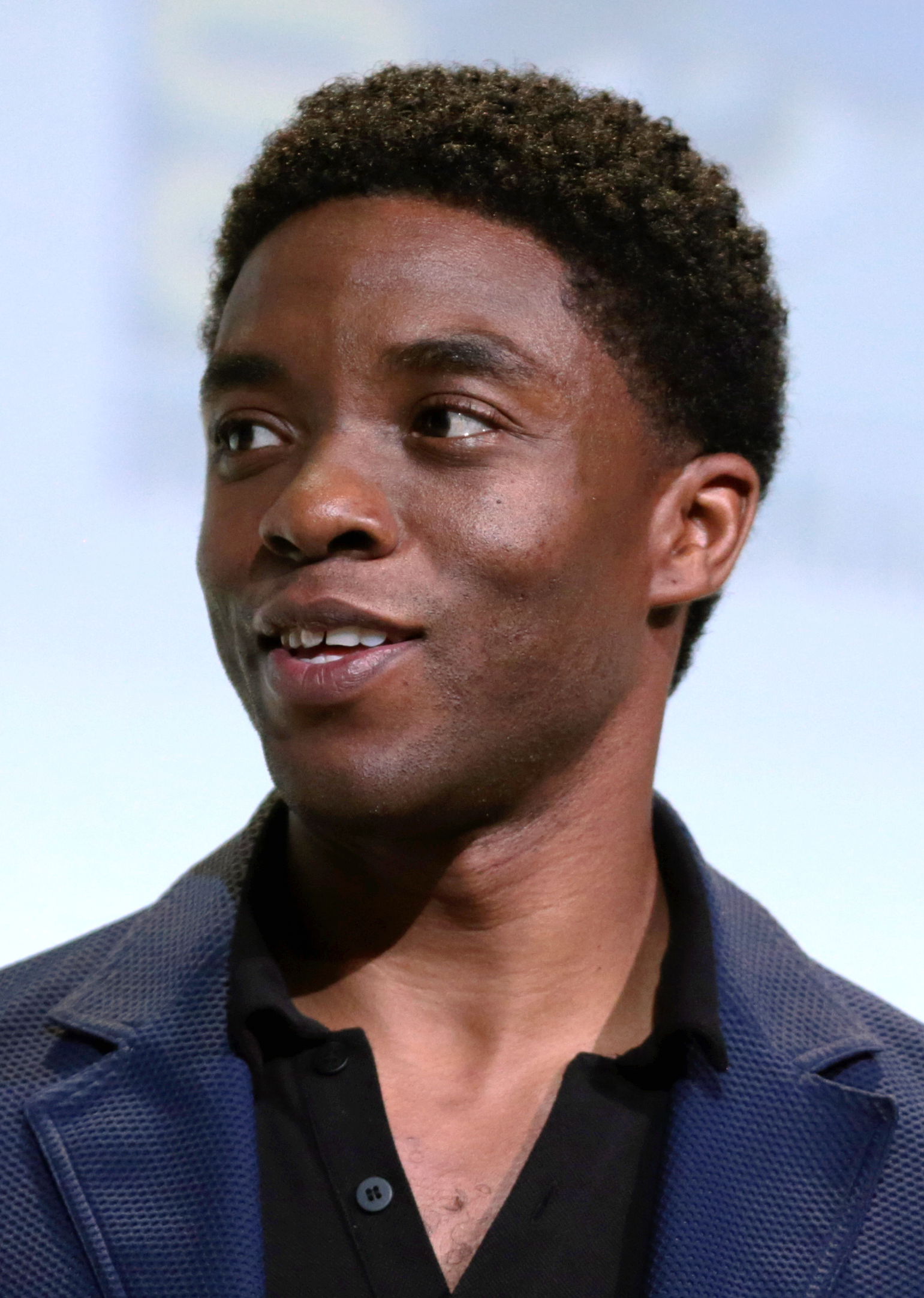
最佳男主角：查德維克·博斯曼

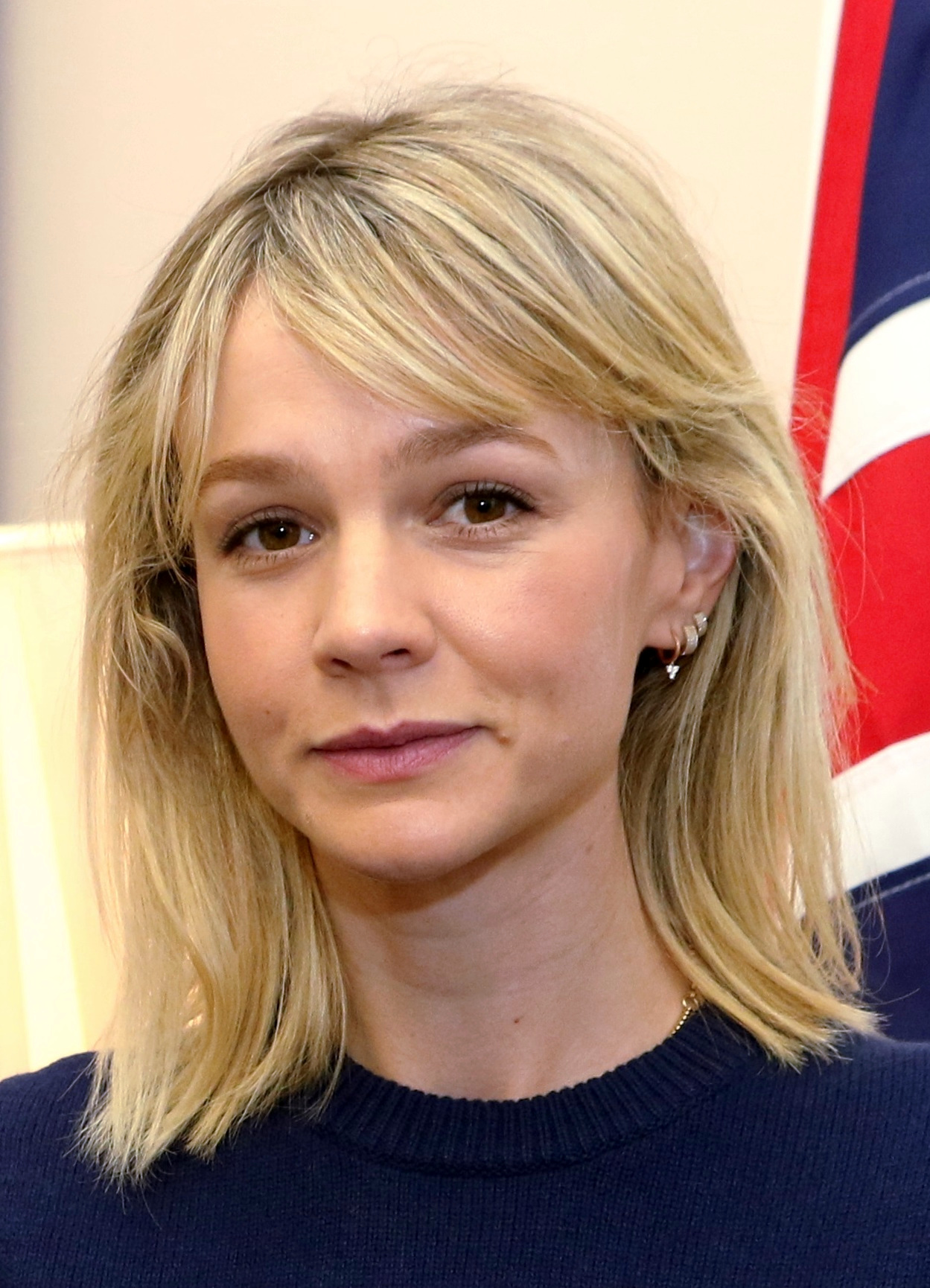
最佳女主角：嘉莉·慕萊根

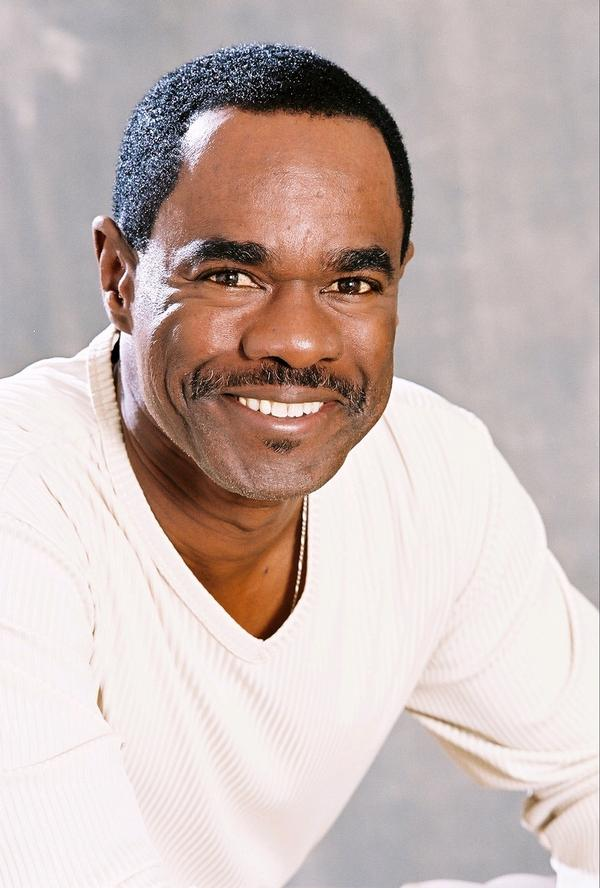
最佳男配角：葛林·圖曼

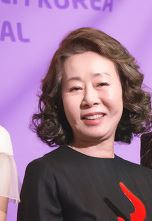
最佳女配角：尹汝貞

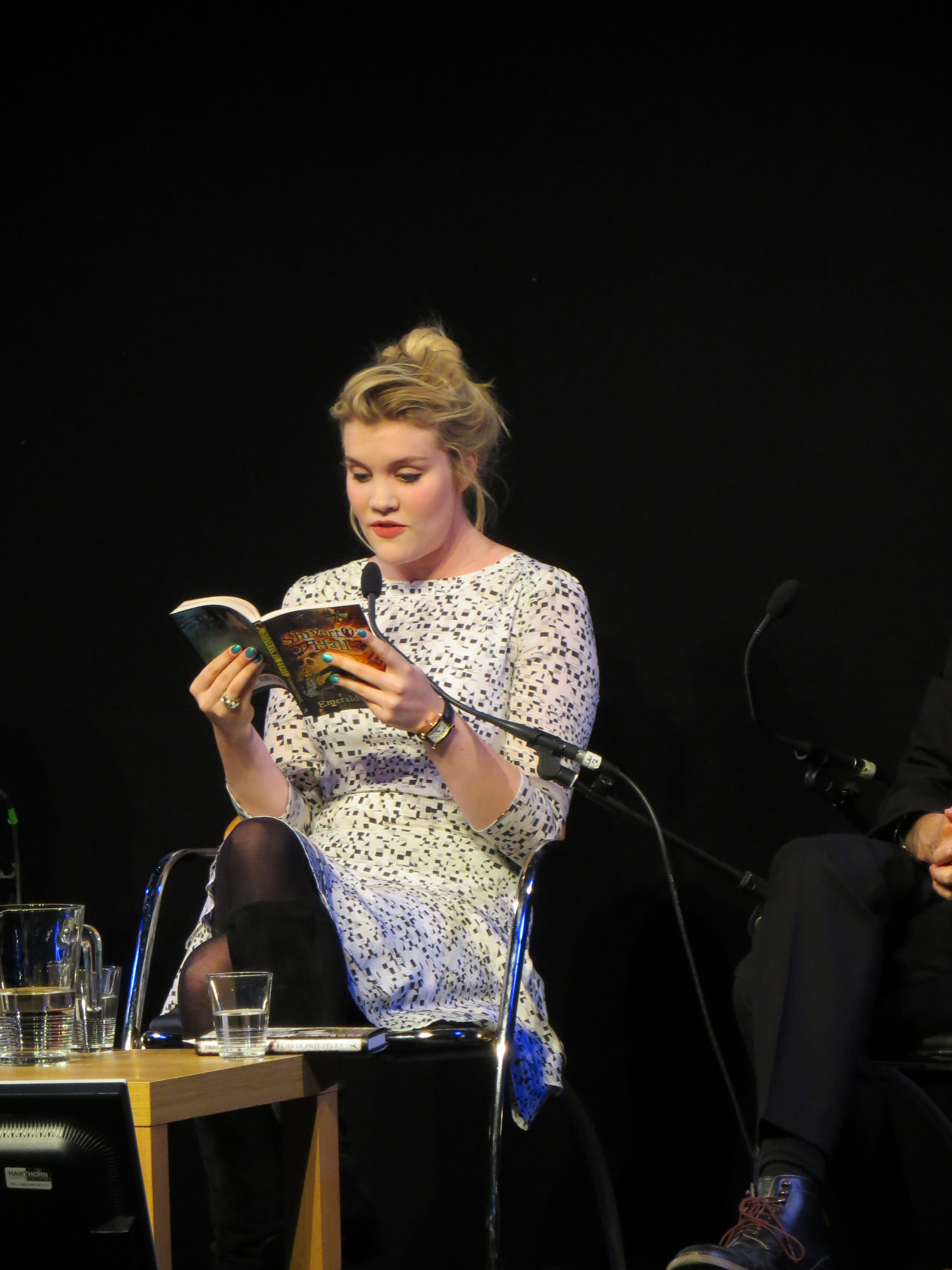
最佳劇本：艾莫芮德·芬諾

- 最佳影片：
  - 《小斧頭（英语：Small Axe (anthology)）》
    - 亞軍：《无依之地》
- 最佳導演：
  - 《无依之地》趙婷
    - 亞軍：《小斧頭（英语：Small Axe (anthology)）》史蒂夫·麦奎因
- 最佳男主角：
  - 《藍調天后》查德維克·博斯曼
    - 亞軍：《金屬之聲》里兹·阿迈德
- 最佳女主角：
  - 《前程似锦的女孩》嘉莉·慕萊根
    - 亞軍：《藍調天后》维奥拉·戴维斯
- 最佳男配角：
  - 《藍調天后》葛林·圖曼（英语：Glynn Turman）
    - 亞軍：《金屬之聲》保羅·拉西
- 最佳女配角：
  - 《夢想之地》尹汝貞
    - 亞軍：《曼克》阿曼達·西耶弗里德
- 最佳劇本：
  - 《前程似锦的女孩》艾莫芮德·芬諾
    - 亞軍：《从不，很少，有时，总是》伊萊莎·希特曼
- 最佳攝影：
  - 《小斧頭（英语：Small Axe (anthology)）》夏畢耶·科克納（Shabier Kirchner）
    - 亞軍：《无依之地》喬舒亞·詹姆斯·理查茲（Joshua James Richards）
- 最佳剪輯：
  - 《父親》尤格·藍布里諾斯（Yorgos Lamprinos）
    - 亞軍：《》蓋布瑞爾·羅茲（Gabriel Rhodes）
- 最佳美術設計：
  - 《曼克》唐納德·格雷厄姆·伯特（英语：Donald Graham Burt）
    - 亞軍：《裂愛》瑟傑·伊凡諾夫（Sergey Ivanov）
- 最佳配樂：
  - 《靈魂奇遇記》特倫特·雷澤諾和阿提克斯·羅斯
    - 亞軍：《情人搖滾（英语：Lovers Rock (2020 film)）》米卡丘（英语：Micachu）
- 最佳外语片：
  - 《裂愛》
    - 亞軍：《馬丁伊登》
- 最佳紀錄片／非虛構電影：
  - 
    - 亞軍：《一場大火之後》
- 最佳动画片：
  - 《狼行者》
    - 亞軍：《靈魂奇遇記》
- 最佳新生代獎：
  - 《40衝一波（英语：The 40-Year-Old Version）》拉達·布蘭克（英语：Radha Blank）
- 終身成就獎：
  - 哈里·貝拉方特
  - 侯孝賢
- 道格拉斯·愛德華茲（英语：Douglas Edwards）實驗性／獨立電影／影片獎：
  - 《她社會主義的微笑》（Her Socialist Smile）約翰·吉維多（John Gianvito）
- 傳奇獎：
  - 諾曼·洛伊德（英语：Norman Lloyd）

## 外部連結
- 官方网站